# Đội tuyển bóng chuyền nữ quốc gia Việt Nam
Đội tuyển bóng chuyền nữ quốc gia Việt Nam đại diện Việt Nam trong bóng chuyền, và do Liên đoàn bóng chuyền Việt Nam (VFV) quản lý.
Hiện tại đội tuyển bóng chuyền nữ Việt Nam đang xếp hạng trong top 30 trên bảng xếp hạng thế giới. Đội sẽ có lần đầu tiên tham dự Giải vô địch bóng chuyền nữ thế giới vào năm 2025.

## Thành viên

### Ban Huấn Luyện
- Huấn luyện viên:  Nguyễn Tuấn Kiệt
- Trợ lý huấn luyện viên:
  -  Lê Thị Hiền
  -  Nguyễn Thị Ngọc Hoa
  -  Nguyễn Ngọc Dũng
- Trainer:  Karl Lim

Danh sách các VĐV được triệu tập trong năm 2025
| #  | Pos | Name                          | Date of Birth     | Height              | Weight         | Spike           | Block           | 2025 club             |
| -- | --- | ----------------------------- | ----------------- | ------------------- | -------------- | --------------- | --------------- | --------------------- |
| 3  | OH  | Trần Thị Thanh Thúy (captain) | 12 tháng 11, 1997 | 1,93 m (6 ft 4 in)  | 74 kg (163 lb) | 320 cm (130 in) | 310 cm (120 in) | VTV Bình Điền Long An |
| 6  | L   | Lưu Thị Ly Ly                 | 20 tháng 10, 1998 | 1,69 m (5 ft 7 in)  | 64 kg (141 lb) | –               | –               | Binh chủng Thông tin  |
| 8  | MB  | Lê Thanh Thúy                 | 23 tháng 5, 1995  | 1,80 m (5 ft 11 in) | 65 kg (143 lb) | 305 cm (120 in) | 302 cm (119 in) | LP Bank Ninh Bình     |
| 10 | OP  | Nguyễn Thị Bích Tuyền         | 22 tháng 5, 2000  | 1,88 m (6 ft 2 in)  | 70 kg (150 lb) | 316 cm (124 in) | 305 cm (120 in) | LP Bank Ninh Bình     |
| 11 | OP  | Hoàng Thị Kiều Trinh          | 11 tháng 2, 2001  | 1,77 m (5 ft 10 in) | 58 kg (128 lb) | 299 cm (118 in) | 295 cm (116 in) | Binh chủng Thông tin  |
| 12 | L   | Nguyễn Khánh Đang             | 3 tháng 10, 2000  | 1,58 m (5 ft 2 in)  | 56 kg (123 lb) | –               | –               | VTV Bình Điền Long An |
| 14 | S   | Võ Thị Kim Thoa               | 18 tháng 3, 1998  | 1,73 m (5 ft 8 in)  | 67 kg (148 lb) | 284 cm (112 in) | 270 cm (110 in) | VTV Bình Điền Long An |
| 15 | MB  | Nguyễn Thị Trinh              | 9 tháng 5, 1997   | 1,81 m (5 ft 11 in) | 60 kg (130 lb) | 305 cm (120 in) | 300 cm (120 in) | LP Bank Ninh Bình     |
| 16 | OH  | Vi Thị Như Quỳnh              | 16 tháng 4, 2002  | 1,75 m (5 ft 9 in)  | 70 kg (150 lb) | 299 cm (118 in) | 286 cm (113 in) | Than Quảng Ninh VC    |
| 17 | OH  | Nguyễn Thị Phương             | 20 tháng 12, 1999 | 1,76 m (5 ft 9 in)  | 65 kg (143 lb) | 295 cm (116 in) | 290 cm (110 in) | Binh chủng Thông tin  |
| 18 | MB  | Phạm Thị Hiền                 | 8 tháng 10, 1999  | 1,72 m (5 ft 8 in)  | 56 kg (123 lb) | 296 cm (117 in) | 293 cm (115 in) | Binh chủng Thông tin  |
| 19 | S   | Đoàn Thị Lâm Oanh             | 6 tháng 7, 1998   | 1,78 m (5 ft 10 in) | 67 kg (148 lb) | 289 cm (114 in) | 285 cm (112 in) | Binh chủng Thông tin  |
| 20 | OH  | Nguyễn Thị Uyên               | 18 tháng 8, 1999  | 1,82 m (6 ft 0 in)  | 70 kg (150 lb) | 290 cm (110 in) | 285 cm (112 in) | Geleximco Thái Bình   |
| 23 | OH  | Đặng Thị Hồng                 | 12 tháng 8, 2006  | 1,72 m (5 ft 8 in)  | 65 kg (143 lb) | 295 cm (116 in) | 288 cm (113 in) | Thái Nguyên VC        |
| 25 | MB  | Trần Thị Bích Thủy            | 11 tháng 12, 2000 | 1,84 m (6 ft 0 in)  | 70 kg (150 lb) | 303 cm (119 in) | 297 cm (117 in) | Đức Giang Chemical    |
| 27 | L   | Nguyễn Thị Ninh Anh           | 9 tháng 4, 2000   | 1,70 m (5 ft 7 in)  | 62 kg (137 lb) | –               | –               | Vietinbank VC         |

#### Các Cựu VĐV (Thống kê theo số áo)
Số 1:
| Tên VĐV            | Năm sinh | Vị trí     | Năm khoác áo |
| ------------------ | -------- | ---------- | ------------ |
| Đinh Thị Hương     |          |            | 2010 - 2011  |
| Trần Thị Cẩm Tú    |          | Chủ công   | 2011         |
| Bùi Vũ Thanh Tuyền |          | Libero     | 2013         |
| Đoàn Thị Xuân      | 1997     | Đối chuyền | 2016 - 2017  |
| Dương Thị Hên      |          | Chủ công   | 2018 - 2019  |
| Lê Thị Thanh Liên  | 1993     | Libero     | 2022 - 2023  |
| Nguyễn Thị Trà My  | 2004     | Đối chuyền | 2024         |

Số 2:
| Tên VĐV            | Năm sinh | Vị trí     | Năm khoác áo |
| ------------------ | -------- | ---------- | ------------ |
| Lê Thị Hồng        |          | Chuyền hai | 2008         |
| Đinh Thị Trà Giang | 1992     | Phụ công   | 2009 - 2010  |
| Lê Thị Minh Nhâm   |          |            | 2010         |
| Bùi Thị Ngà        | 1994     | Phụ công   | 2012         |
| Âu Hồng Nhung      | 1993     | Chủ công   | 2013 - 2015  |
| Đặng Thị Kim Thanh |          | Đối chuyền | 2018 - 2019  |

Số 3:
| Tên VĐV             | Năm sinh | Vị trí     | Năm khoác áo      |
| ------------------- | -------- | ---------- | ----------------- |
| Đào Thị Huyền       |          |            | 2010              |
| Hà Thị Hoa          | 1984     | Chuyền hai | 2007, 2009 - 2013 |
| Đào Thị Huyền       |          | Chuyền hai | 2008              |
| Nguyễn Linh Chi     | 1990     | Chuyền hai | 2012              |
| Trần Thị Thanh Thúy | 1997     | Chủ công   | 2014 - nay        |

Số 4:
| Tên VĐV                       | Năm sinh | Vị trí   | Năm khoác áo |
| ----------------------------- | -------- | -------- | ------------ |
| Trần Thị Thu Hiền (Trần Hiền) |          | Chủ công | 2005 - 2006  |
| Nguyễn Thị Thu Hòa            |          | Phụ công | 2010         |
| Nguyễn Thị Kim Liên           | 1993     | Libero   | 2013         |

Số 5:
| Tên VĐV           | Năm sinh | Vị trí     | Năm khoác áo                        |
| ----------------- | -------- | ---------- | ----------------------------------- |
| Phạm Thị Kim Huệ  | 1982     | Phụ công   | 1998 - 2006 2009 - 2013 2016 - 2017 |
| Đỗ Thị Minh       | 1988     | Chủ công   | 2008                                |
| Đỗ Thị Xoàn       |          |            | 2010                                |
| Lê Thị Dung       | 1994     | Chuyền hai | 2014                                |
| Lê Thị Hồng       | 1996     |            | 2015                                |
| Lê Thị Thanh Liên |          | Libero     | 2018                                |
| Bùi Ánh Thảo      | 2009     | Chủ công   | 2025 (giải giao hữu)                |

Số 6:
| Tên VĐV            | Năm sinh | Vị trí     | Năm khoác áo      |
| ------------------ | -------- | ---------- | ----------------- |
| Đặng Thị Hồng      | 1979     | Chuyền hai | 2005 - 2009       |
| Phạm Thu Trang     |          | Phụ công   | 2007 - 2008 2010  |
| Đinh Thị Trà Giang | 1992     | Phụ công   | 2011 - 2015; 2018 |
| Lê Thị Yến         | 1997     | Libero     | 2019; 2024        |
| Nguyễn Thị Uyên    | 1999     | Chủ công   | 2022 - 2023       |
| Lưu Thị Ly Ly      | 1998     | Libero     | 2025 - nay        |

Số 7:
| Tên VĐV             | Năm sinh | Vị trí   | Năm khoác áo            |
| ------------------- | -------- | -------- | ----------------------- |
| Phạm Thị Yến        | 1985     | Chủ công | 2005 - 2006 2009 - 2013 |
| Nguyễn Thị Thu Hòa  |          | Phụ công | 2007                    |
| Lại Thi Mai         |          |          | 2010                    |
| Hà Ngọc Diễm        | 1994     | Chủ công | 2014 - 2017             |
| Phạm Thị Nguyệt Anh | 1998     | Chủ công | 2022 - 2024             |

Số 8:
| Tên VĐV             | Năm sinh | Vị trí   | Năm khoác áo |
| ------------------- | -------- | -------- | ------------ |
| Đỗ Thị Minh         | 1988     | Chủ công | 2009 - 2015  |
| Nguyễn Thị Kim Liên | 1993     | Libero   | 2016 - 2019  |
| Phạm Thị Nguyệt Anh | 1998     | Chủ công | 2023         |
| Lê Thanh Thúy       | 1995     | Phụ công | 2024 - nay   |

Số 9:
| Tên VĐV             | Năm sinh | Vị trí     | Năm khoác áo         |
| ------------------- | -------- | ---------- | -------------------- |
| Nguyễn Thị Ngọc Hoa | 1987     | Phụ công   | 2003 - 2017          |
| Trần Thị Bích Thủy  | 2000     | Phụ công   | 2019 - 2023          |
| Phạm Quỳnh Hương    | 2008     | Chủ công   | 2024                 |
| Vi Thị Yến Nhi      |          | Chuyền hai | 2025 (giải giao hữu) |

Số 10:
| Tên VĐV               | Năm sinh | Vị trí     | Năm khoác áo         |
| --------------------- | -------- | ---------- | -------------------- |
| Lê Thị Mười           |          | Chủ công   | 2007 - 2009          |
| Lê Thị Ngọc Tuyết     |          | Phụ công   | 2010                 |
| Hà Ngọc Diễm          | 1994     | Chủ công   | 2012                 |
| Dương Thị Nhàn        | 1995     | Chủ công   | 2012                 |
| Nguyễn Linh Chi       | 1990     | Chuyển hai | 2014 - 2015; 2018    |
| Bùi Vũ Thanh Tuyền    | 1991     | Libero     | 2016 - 2017          |
| Nguyễn Thị Bích Tuyền | 2000     | Đối chuyền | 2022 - nay           |
| Phạm Thùy Linh        |          | Đối chuyền | 2025 (giải giao hữu) |

Số 11:
| Tên VĐV              | Năm sinh | Vị trí     | Năm khoác áo |
| -------------------- | -------- | ---------- | ------------ |
| Nguyễn Thị Xuân      |          | Chủ công   | 2009 - 2014  |
| Dương Thị Nhàn       |          | Chủ công   | 2012         |
| Nguyễn Thị Hồng Đào  | 1994     | Chuyển hai | 2015 - 2017  |
| Hoàng Thị Kiều Trinh | 2001     | Đối chuyền | 2022 - nay   |

Số 12:
| Tên VĐV            | Năm sinh | Vị trí     | Năm khoác áo |
| ------------------ | -------- | ---------- | ------------ |
| Đinh Thị Diệu Châu | 1983     | Chủ công   | 2005 - 2009  |
| Tạ Diệu Linh       |          | Libero     | 2008,        |
| Phạm Thu Hà        |          | Chuyển hai | 2010         |
| Nguyễn Thị Thu Hòa |          | Phụ công   | 2011         |
| Dương Thị Nhàn     |          | Chủ công   | 2013         |
| Đinh Thị Thúy      |          | Chủ công   | 2014         |
| Nguyễn Khánh Đang  | 2000     | Libero     | 2023 - nay   |

Số 13:
| Tên VĐV         | Năm sinh | Vị trí     | Năm khoác áo |
| --------------- | -------- | ---------- | ------------ |
| Nguyễn Linh Chi | 1990     | Chuyển hai | 2016 - 2017  |

Số 14:
| Tên VĐV         | Năm sinh | Vị trí     | Năm khoác áo |
| --------------- | -------- | ---------- | ------------ |
| Bùi Thị Huệ     | 1985     | Chủ công   | 2001 - 2010  |
| Trần Thị Cẩm Tú |          | Chủ công   | 2012         |
| Đinh Thị Thúy   | 1998     | Chủ công   | 2018         |
| Võ Thị Kim Thoa | 1998     | Chuyển hai | 2022 - nay   |

Số 15:
| Tên VĐV             | Năm sinh | Vị trí   | Năm khoác áo      |
| ------------------- | -------- | -------- | ----------------- |
| Nguyễn Thị Huyền    |          | Libero   | 2005              |
| Vũ Thị Liễu         |          | Libero   | 2006 - 2007       |
| Nguyễn Thị Thu Hòa  |          | Phụ công | 2008              |
| Nguyễn Thị Kim Liên | 1993     | Libero   | 2010; 2014        |
| Tạ Diệu Linh        | 1990     | Libero   | 2009; 2011 - 2013 |
| Phạm Thị Liên       | 1993     | Libero   | 2015              |
| Nguyễn Thị Trinh    | 1997     | Phụ công | 2016 - nay        |

Số 16:
| Tên VĐV             | Năm sinh | Vị trí   | Năm khoác áo             |
| ------------------- | -------- | -------- | ------------------------ |
| Nguyễn Thị Kim Liên | 1993     | Libero   | 2010 - 2011              |
| Bùi Thị Ngà         | 1994     | Phụ công | 2013 - 2015; 2018 - 2019 |
| Đinh Thị Thúy       | 1998     | Chủ công | 2016 - 2017              |
| Vi Thị Như Quỳnh    | 2002     | Chủ công | 2022 - nay               |

Số 17:
| Tên VĐV           | Năm sinh | Vị trí     | Năm khoác áo |
| ----------------- | -------- | ---------- | ------------ |
| Lê Thanh Thúy     | 1995     | Phụ công   | 2014 - 2018  |
| Trần Tú Linh      |          | Chủ công   | 2019         |
| Đoàn Thị Xuân     | 1997     | Đối chuyền | 2022 - 2023  |
| Nguyễn Thị Phương | 1999     | Chủ công   | 2025 - nay   |

Số 18:
| Tên VĐV       | Năm sinh | Vị trí     | Năm khoác áo |
| ------------- | -------- | ---------- | ------------ |
| Đào Thị Huyền |          | Chuyền hai | 2011 - 2013  |
| Bùi Thị Ngà   | 1994     | Phụ công   | 2017         |
| Lưu Thị Huệ   | 1998     | Phụ công   | 2018 - 2019  |
| Phạm Thị Hiền | 1999     | Phụ công   | 2023 - nay   |

Số 19:
| Tên VĐV           | Năm sinh | Vị trí     | Năm khoác áo |
| ----------------- | -------- | ---------- | ------------ |
| Đoàn Thị Lâm Oanh | 1998     | Chuyền hai | 2019 - nay   |

Số 20:
| Tên VĐV         | Năm sinh | Vị trí     | Năm khoác áo |
| --------------- | -------- | ---------- | ------------ |
| Nguyễn Thu Hoài | 1998     | Chuyền hai | 2018         |
| Trần Tú Linh    | 1999     | Chủ công   | 2023 - 2024  |
| Nguyễn Thị Uyên | 1999     | Chủ công   | 2025 - nay   |

Số 22:
| Tên VĐV             | Năm sinh | Vị trí   | Năm khoác áo |
| ------------------- | -------- | -------- | ------------ |
| Nguyễn Thị Kim Liên | 1993     | Libero   | 2022         |
| Lý Thị Luyến        | 1999     | Phụ công | 2023         |

Số 23:
| Tên VĐV            | Năm sinh | Vị trí   | Năm khoác áo |
| ------------------ | -------- | -------- | ------------ |
| Lý Thị Luyến       | 1999     | Phụ công | 2022         |
| Đinh Thị Trà Giang | 1992     | Phụ công | 2023 - 2024  |
| Quách Kim Luyến    |          | Phụ công | 2025         |

Số 25
| Tên VĐV            | Năm sinh | Vị trí   | Năm khoác áo |
| ------------------ | -------- | -------- | ------------ |
| Trần Thị Bích Thuỷ | 2000     | Phụ công | 2025 - nay   |

Số 27
| Tên VĐV             | Năm sinh | Vị trí | Năm khoác áo |
| ------------------- | -------- | ------ | ------------ |
| Nguyễn Thị Ninh Anh | 2000     | Libero | 2025 - nay   |

Số 29:
| Tên VĐV       | Năm sinh | Vị trí   | Năm khoác áo         |
| ------------- | -------- | -------- | -------------------- |
| Đặng Thị Hồng | 2006     | Chủ công | 2024                 |
| Lê Thùy Linh  | 2009     | Phụ công | 2025 (giải giao hữu) |

Số 30:
| Tên VĐV       | Năm sinh | Vị trí     | Năm khoác áo |
| ------------- | -------- | ---------- | ------------ |
| Nguyễn Vân Hà | 2006     | Chuyền hai | 2024         |

## Thành tích

#### Giải vô địch thế giới
- 2025 - TBA/32
  - Vòng bảng: TBA/4 (Bảng G)

#### Cúp Thách thức Thế giới
- 2023 - Hạng 8/8
  - Tứ kết (27/07/2023): Việt Nam  0 - 3  Pháp
- 2024 - Hạng 3/8
  - Tứ kết (05/07/2024): Việt Nam  3 - 0  Philippines
  - Bán kết (06/07/2024): Việt Nam  0 - 3  Séc
  - Tranh Hạng 3 (07/07/2024): Việt Nam  3 - 1  Bỉ

#### Giải vô địch các câu lạc bộ thế giới
Dưới tên gọi Trung tâm Thể dục Thể thao 1 - Sport Center 1
- 2023 - Hạng 6/6
  - 13/12/2023: Sport Center 1  0 - 3  VakıfBank Spor Kulubu
  - 14/12/2023: Sport Center 1  0 - 3  Dentil Praia Clube

#### Vòng loại Giải vô địch Thế giới
- 2014: Không vượt qua vòng loại
  -  Vòng loại Đông Nam Á: Hạng 1/4
    - 14/06/2013: Việt Nam  3 - 0  Philippines
    - 15/06/2023: Việt Nam  3 - 1  Indonesia
    - 16/06/2023: Việt Nam  3 - 0  Myanmar

  -  Vòng loại Châu Á: Hạng 3/5 (Bảng A)
    - 05/09/2013: Việt Nam  0 - 3  Nhật Bản
    - 06/09/2013: Việt Nam  3 - 1  Úc
    - 07/09/2013: Việt Nam  0 - 3  Thái Lan
    - 08/09/2013: Việt Nam  3 - 0  Đài Bắc Trung Hoa
- 2018: Không vượt qua vòng loại
  -  Vòng 2: Hạng 4/5 (Bảng B)
    - 21/09/2017:  Việt Nam  0 - 3  Thái Lan
    - 22/09/2017:  Việt Nam  0 - 3  CHDCND Triều Tiên
    - 23/09/2017:  Việt Nam  0 - 3  Hàn Quốc
    - 24/09/2017: Việt Nam  3 - 1  Iran

#### Đại hội Thể thao châu Á
- 2006 - Hạng 7/9
  - Vòng bảng: Hạng 4/4 (Bảng A)
    - 30/11/2006: Việt Nam  0 - 3  Trung Quốc
    - 03/12/2006: Việt Nam  1 - 3  Đài Bắc Trung Hoa
    - 06/12/2006: Việt Nam  0 - 3  Hàn Quốc

  - Vòng phân hạng:
    - Tứ kết (08/12/2006): Việt Nam  0 - 3  Nhật Bản
    - Phân hạng 5-8 (10/12/2006): Việt Nam  0 - 3  Hàn Quốc
    - Tranh hạng 7 (12/12/2006): Việt Nam  3 - 0  Mông Cổ
- 2018 - Hạng 6/11
  - Vòng bảng: Hạng 4/6 (Bảng B)
    - 19/08/2018: Việt Nam  0 - 3  Trung Quốc
    - 21/08/2018: Việt Nam  3 - 0  Ấn Độ
    - 23/08/2018: Việt Nam  2 - 3  Đài Bắc Trung Hoa
    - 25/08/2018: Việt Nam  0 - 3  Hàn Quốc
    - 27/08/2018: Việt Nam  3 - 2  Kazakhstan

  - Vòng phân hạng:
    - Tứ kết (29/08/2018): Việt Nam  0 - 3  Thái Lan
    - Phân hạng 5-8 (31/08/2018): Việt Nam  3 - 1  Indonesia
    - Tranh hạng 5 (01/09/2018): Việt Nam  1 - 3  Kazakhstan
- 2023 - Hạng 4/13
  - Vòng 1: Hạng 1/3 (Bảng C)
    - 30/09/2023: Việt Nam  3 - 0  Nepal
    - 01/10/2023: Việt Nam  3 - 2  Hàn Quốc

  - Vòng 2: Hạng 2/4 (Bảng E)
    - 04/10/2023:  Việt Nam  3 - 1  CHDCND Triều Tiên
    - 05/10/2023: Việt Nam  0 - 3  Trung Quốc

  - Bán kết (06/10/2023): Việt Nam  1 - 3  Nhật Bản
  - Tranh Huy chương Đồng (07/10/2023): Việt Nam  0 - 3  Thái Lan

#### Giải vô địch châu Á
- 1991 - Hạng 8/14
  - Vòng 1: Hạng 2/3 (Bảng B)
    - ??/09/1991: Việt Nam  0 - 3  Hàn Quốc
    - ??/09/1991: Việt Nam  3 - ?  Ấn Độ

  - Vòng 2: Hạng 4/4 (Bảng E)
    - 17/09/1991: Việt Nam  ? - 3  Thái Lan
    - 18/09/1991: Việt Nam  0 - 3  CHDCND Triều Tiên

  - Phân hạng 5-8 (19/09/1991): Việt Nam  1 - 3  Đài Bắc Trung Hoa
  - Tranh hạng 7 (20/09/1991): Việt Nam  0 - 3  Thái Lan
- 2001 - Hạng 7/9
  - Vòng bảng: Hạng 4/4 (Bảng B)
    - 23/09/2001: Việt Nam  0 - 3  Hàn Quốc
    - 24/09/2001: Việt Nam  0 - 3  Trung Quốc
    - 25/09/2001: Việt Nam  1 - 3  Úc

  - Phân hạng 5-8 (29/09/2001): Việt Nam  0 - 3  Đài Bắc Trung Hoa
  - Tranh hạng 7 (30/09/2001): Việt Nam  3 - 0  New Zealand
- 2003 - Hạng 6/10
  - Vòng bảng: Hạng 4/5 (Bảng A)
    - 20/09/2003: Việt Nam  3 - 0  New Zealand
    - 21/09/2003: Việt Nam  0 - 3  Nhật Bản
    - 22/09/2003: Việt Nam  0 - 3  Thái Lan
    - 23/09/2003: Việt Nam  0 - 3  Đài Bắc Trung Hoa

  - Tứ kết (25/09/2003): Việt Nam  0 - 3  Trung Quốc
  - Phân hạng 5-8 (26/09/2003): Việt Nam  3 - 2  Kazakhstan
  - Tranh hạng 5 (27/09/2003): Việt Nam  0 - 3  Đài Bắc Trung Hoa
- 2005 - Hạng 8/12
  - Vòng bảng: Hạng 4/6 (Bảng B)
    - 01/09/2005: Việt Nam  0 - 3  Nhật Bản
    - 02/09/2005: Việt Nam  3 - 0  Ấn Độ
    - 03/09/2005: Việt Nam  0 - 3  Hàn Quốc
    - 04/09/2005: Việt Nam  3 - 0  Úc
    - 05/09/2005: Việt Nam  1 - 3  Đài Bắc Trung Hoa

  - Tứ kết (06/09/2005): Việt Nam  0 - 3  Trung Quốc
  - Phân hạng 5-8 (07/09/2005): Việt Nam  0 - 3  Thái Lan
  - Tranh hạng 7 (08/09/2005): Việt Nam  0 - 3  CHDCND Triều Tiên
- 2007 - Hạng 7/13
  - Vòng 1: Hạng 2/3 (Bảng B)
    - 05/09/2007: Việt Nam  3 - 0  Sri Lanka
    - 06/09/2007: Việt Nam  0 - 3  Trung Quốc

  - Vòng 2: Hạng 4/4 (Bảng F)
    - 08/09/2007: Việt Nam  0 - 3  Nhật Bản
    - 09/09/2007: Việt Nam  2 - 3  Hàn Quốc

  - Vòng phân hạng: Hạng 7/8
    - 10/09/2007: Việt Nam  1 - 3  Thái Lan
    - 11/09/2007: Việt Nam  0 - 3  Kazakhstan
    - 12/09/2007: Việt Nam  3 - 1  Úc
    - 13/09/2007: Việt Nam  0 - 3  Đài Bắc Trung Hoa
- 2009 - Hạng 7/14
  - Vòng 1: Hạng 1/4 (Bảng A)
    - 05/09/2009: Việt Nam  3 - 0  Úc
    - 06/09/2009: Việt Nam  3 - 0  Iran
    - 07/09/2009: Việt Nam  3 - 0  Sri Lanka

  - Vòng 2: Hạng 3/4 (Bảng E)
    - 09/09/2009: Việt Nam  1 - 3  Kazakhstan
    - 10/09/2009: Việt Nam  0 - 3  Trung Quốc

  - Tứ kết (11/09/2009): Việt Nam  0 - 3  Hàn Quốc
  - Phân hạng 5-8 (12/09/2009): Việt Nam  1 - 3  Đài Bắc Trung Hoa
  - Tranh hạng 7 (13/09/2009): Việt Nam  3 - 0  Iran
- 2011 - Hạng 7/14
  - Vòng 1: Hạng 2/3 (Bảng B)
    - 15/09/2011: Việt Nam  0 - 3  Thái Lan
    - 16/09/2011: Việt Nam  3 - 1  Úc

  - Vòng 2: Hang 4/4 (Bảng F)
    - 18/09/2011: Việt Nam  0 - 3  Nhật Bản
    - 19/09/2011: Việt Nam  0 - 3  Hàn Quốc

  - Tứ kết (21/09/2011): Việt Nam  0 - 3  Trung Quốc
  - Phân hạng 5-8 (22/09/2011): Việt Nam  0 - 3  CHDCND Triều Tiên
  - Tranh hạng 7 (23/09/2011): Việt Nam  3 - 1  Iran
- 2013 - Hạng 6/16
  - Vòng 1: Hạng 2/4 (Bảng C)
    - 13/09/2013: Việt Nam  0 - 3  Nhật Bản
    - 14/09/2013: Việt Nam  3 - 0  Hồng Kông
    - 15/09/2013: Việt Nam  3 - 1  Indonesia

  - Vòng 2: Hạng 4/4 (Bảng E)
    - 16/09/2013: Việt Nam  0 - 3  Kazakhstan
    - 17/09/2013: Việt Nam  0 - 3  Thái Lan

  - Tứ kết (19/09/2013): Việt Nam  0 - 3  Trung Quốc
  - Phân hạng 5-8 (20/09/2013): Việt Nam  3 - 2  Đài Bắc Trung Hoa
  - Tranh hạng 5 (21/09/2013): Việt Nam  2 - 3  Kazakhstan
- 2015 - Hạng 5/14
  - Vòng 1: Hạng 1/3 (Bảng C)
    - 20/05/2015: Việt Nam  3 - 2  Nhật Bản
    - 21/05/2015: Việt Nam  3 - 0  Mông Cổ

  - Vòng 2: Hạng 2/4 (Bảng E)
    - 23/05/2015: Việt Nam  3 - 2  Iran
    - 24/05/2015: Việt Nam  0 - 3  Trung Quốc

  - Tứ kết (26/05/2015): Việt Nam  0 - 3  Đài Bắc Trung Hoa
  - Phân hạng 5-8 (27/05/2015): Việt Nam  3 - 1  Iran
  - Tranh hạng 5 (28/05/2015): Việt Nam  3 - 1  Nhật Bản
- 2017 - Hạng 5/14
  - Vòng 1: Hạng 2/4 (Bảng C)
    - 09/08/2017: Việt Nam  3 - 0  Sri Lanka
    - 10/08/2017: Việt Nam  3 - 0  New Zealand
    - 11/08/2017: Việt Nam  1 - 3  Hàn Quốc

  - Vòng 2: Hạng 4/4 (Bảng E)
    - 13/08/2017: Việt Nam  1 - 3  Kazakhstan
    - 14/08/2017: Việt Nam  1 - 3  Philippines

  - Tứ kết (15/08/2017): Việt Nam  0 - 3  Nhật Bản
  - Phân hạng 5-8 (16/08/2017): Việt Nam  3 - 2  Kazakhstan
  - Tranh hạng 5 (17/08/2017): Việt Nam  3 - 0  Đài Bắc Trung Hoa
- 2023 - Hạng 4/14
  - Vòng 1: Hạng 1/4 (Bảng C)
    - 30/08/2023: Việt Nam  3 - 2  Hàn Quốc
    - 31/08/2023: Việt Nam  3 - 0  Uzbekistan
    - 01/09/2023: Việt Nam  3 - 1  Đài Bắc Trung Hoa

  - Vòng 2: Hạng 2/4 (Bảng E)
    - 03/09/2023: Việt Nam  3 - 0  Úc
    - 04/09/2023: Việt Nam  1 - 3  Thái Lan

  - Bán kết (05/09/2023): Việt Nam  0 - 3  Trung Quốc
  - Tranh hạng 3 (06/09/2023): Việt Nam  2 - 3  Nhật Bản

#### Cúp châu Á
- 2008 - Hạng 5/8
  - Vòng bảng: Hạng 3/4 (Bảng A)
    - 01/10/2008: Việt Nam  3 - 2  Đài Bắc Trung Hoa
    - 02/10/2008: Việt Nam  0 - 3  Thái Lan
    - 03/10/2008: Việt Nam  1 - 3  Hàn Quốc

  - Tứ kết (05/10/2008): Việt Nam  0 - 3  Nhật Bản
  - Phân hạng 5-8 (06/10/2008): Việt Nam  3 - 0  Malaysia
  - Tranh hạng 5 (07/10/2008): Việt Nam  3 - 0  Đài Bắc Trung Hoa
- 2010 - Hạng 7/8
  - Vòng bảng: Hạng 4/4 (Bảng B)
    - 19/09/2010: Việt Nam  1 - 3  Đài Bắc Trung Hoa
    - 20/09/2010: Việt Nam  0 - 3  Thái Lan
    - 21/09/2010: Việt Nam  0 - 3  Nhật Bản

  - Tứ kết (23/09/2010): Việt Nam  0 - 3  Trung Quốc
  - Phân hạng 5-8 (24/09/2010): Việt Nam  0 - 3  Kazakhstan
  - Tranh hạng 7 (25/09/2010): Việt Nam  3 - 0  Iran
- 2012 - Hạng 4/8
  - Vòng bảng: Hạng 2/4 (Bảng B)
    - 10/09/2012: Việt Nam  3 - 1  Iran
    - 11/09/2012: Việt Nam  0 - 3  Trung Quốc
    - 12/09/2012: Việt Nam  3 - 2  Nhật Bản

  - Tứ kết (14/09/2012): Việt Nam  3 - 2  Hàn Quốc
  - Bán kết (15/09/2012): Việt Nam  0 - 3  Thái Lan
  - Tranh hạng 3 (16/09/2012): Việt Nam  0 - 3  Kazakhstan
- 2014 - Hạng 8/8
  - Vòng bảng: Hạng 3/4 (Bảng A)
    - 06/09/2014: Việt Nam  0 - 3  Trung Quốc
    - 07/09/2014: Việt Nam  0 - 3  Hàn Quốc
    - 08/09/2014: Việt Nam  3 - 1  Iran

  - Tứ kết (10/09/2014): Việt Nam  1 - 3  Nhật Bản
  - Phân hạng 5-8 (11/09/2014): Việt Nam  0 - 3  Thái Lan
  - Tranh hạng 7 (12/09/2014): Việt Nam  0 - 3  Iran
- 2016 - Hạng 7/8
  - Vòng bảng: Hạng 2/4 (Bảng A)
    - 14/09/2016: Việt Nam  3 - 2  Iran
    - 15/09/2016: Việt Nam  0 - 3  Thái Lan
    - 16/09/2016: Việt Nam  3 - 2  Đài Bắc Trung Hoa

  - Tứ kết (18/09/2016): Việt Nam  0 - 3  Kazakhstan
  - Phân hạng 5-8 (19/09/2016): Việt Nam  1 - 3  Iran
  - Tranh hạng 7 (20/09/2016): Việt Nam  3 - 2  Hàn Quốc
- 2018 - Hạng 5/8
  - Vòng bảng: Hạng 2/3 (Bảng B)
    - 16/09/2018: Việt Nam  0 - 3  Trung Quốc
    - 18/09/2018: Việt Nam  3 - 2  Đài Bắc Trung Hoa

  - Tứ kết (19/09/2018): Việt Nam  1 - 3  Nhật Bản
  - Phân hạng 5-10 (21/09/2018): Việt Nam  3 - 0  Kazakhstan
  - Phân hạng 5-8 (22/09/2018): Việt Nam  3 - 0  Úc
  - Tranh hạng 5 (23/09/2018): Việt Nam  3 - 0  Hàn Quốc
- 2022 - Hạng 4/8
  - Vòng bảng: Hạng 2/5 (Bảng A)
    - 21/08/2022: Việt Nam  3 - 0  Philippines
    - 22/08/2022: Việt Nam  2 - 3  Trung Quốc
    - 23/08/2022: Việt Nam  3 - 0  Iran
    - 24/08/2022: Việt Nam  3 - 0  Hàn Quốc

  - Tứ kết (27/08/2022): Việt Nam  3 - 2  Đài Bắc Trung Hoa
  - Bán kết (28/08/2022): Việt Nam  1 - 3  Nhật Bản
  - Tranh hạng 3 (29/08/2022): Việt Nam  0 - 3  Thái Lan

#### AVC Women's Nations Cup
- 2023 -  Vô địch
  - Vòng 1: Hạng 1/3 (Bảng D)
    - 18/06/2023: Việt Nam  3–0  Mông Cổ
    - 19/06/2023: Việt Nam  3–0  Uzbekistan

  - Vòng 2: Hạng 1/4 (Bảng F)
    - 21/06/2023: Việt Nam  3–0  Iran
    - 23/06/2023: Việt Nam  3–0  Đài Bắc Trung Hoa

  - Bán kết (24/06/2023): Việt Nam  3–0  Ấn Độ
  - Chung kết (25/06/2023): Việt Nam  3–2  Indonesia
- 2024 -  Vô địch
  - Vòng bảng: Hạng 1/5 (Bảng B)
    - 22/05/2024: Việt Nam  3–0  Hồng Kông
    - 23/05/2024: Việt Nam  3–0  Singapore
    - 24/05/2024: Việt Nam  3–1  Kazakhstan
    - 26/05/2024: Việt Nam  3–1  Indonesia

  - Bán kết (28/05/2024): Việt Nam  3–0  Úc
  - Chung kết (29/05/2024): Việt Nam  3–0  Kazakhstan
- 2025 -  Vô địch
  - Vòng bảng: Hạng 1/5 (Bảng A)
    - 07/06/2025: Việt Nam  3–0  Hồng Kông
    - 08/06/2025: Việt Nam  3–0  Đài Bắc Trung Hoa
    - 11/06/2025: Việt Nam  3–0  Ấn Độ
    - 12/06/2024: Việt Nam  3–0  Úc

  - Bán kết (13/06/2025): Việt Nam  3–1  Kazakhstan
  - Chung kết (14/06/2025): Việt Nam  3–0  Philippines

#### Cúp Các câu lạc bộ Châu Á
Dưới tên gọi Trung tâm Thể dục Thể thao 1 - Sport Center 1
- 2005 - Hạng 6/7
  - 23/05/2005: Sport Center 1  3 - 0  Toumaris SKIF
  - 24/05/2005: Sport Center 1  3 - 1  Rahat CSKA
  - 25/05/2005: Sport Center 1  1 - 3  Korea Highway Corporation
  - 28/05/2005: Sport Center 1  0 - 3  Tianjin Bridgestone
  - 29/05/2005: Sport Center 1  1 - 3  Sang Som
  - 30/05/2005: Sport Center 1  0 - 3  Chung Shan
- 2007 - Hạng 5/8
  - 16/06/2007: Sport Center 1  3 - 0  Garuda Indonesia
  - 17/06/2007: Sport Center 1  1 - 3  Sang Som
  - 18/06/2007: Sport Center 1  1 - 3  Hisamitsu Springs
  - 20/06/2007: Sport Center 1  3 - 0  Toumaris SKIF
  - 21/06/2007: Sport Center 1  1 - 3  Sobaeksu
  - 22/06/2007: Sport Center 1  3 - 1  Dalian Huanyu
  - 23/06/2007: Sport Center 1  1 - 3  Rahat CSKA
- 2008 - Hạng 6/8
  - Vòng bảng: Hạng 3/4 (Bảng A)
    - 01/06/2008: Sport Center 1  3 - 0  Zob Ahan Isfahan
    - 02/06/2008: Sport Center 1  2 - 3  Sobaeksu
    - 03/06/2008: Sport Center 1  0 - 3  Toray Arrows

  - Tứ kết (05/06/2008): Sport Center 1  0 - 3  Tianjin Bridgestone
  - Phân hạng 5-8 (06/06/2008): Sport Center 1  3 - 0  Bank Jatim Simpeda
  - Tranh hạng 5 (07/06/2008): Sport Center 1  1 - 3  Zhetyssu Almaty
- 2009 - Hạng 6/8
  - Vòng bảng: Hạng 4/6 (Bảng B)
    - 01/06/2009: Sport Center 1  2 - 3  Toray Arrows
    - 02/06/2009: Sport Center 1  3 - 0  Petrokimia Gresik
    - 03/06/2009: Sport Center 1  0 - 3  Zhetyssu Almaty
    - 04/06/2009: Sport Center 1  3 - 0  Afghanistan
    - 05/06/2009: Sport Center 1  0 - 3  Tianjin Bridgestone

  - Tứ kết (06/06/2009): Sport Center 1  0 - 3  Federbrau
  - Phân hạng 5-8 (07/06/2009): Sport Center 1  3 - 1  Chinese Taipei
  - Tranh hạng 5 (08/06/2009): Sport Center 1  2 - 3  Sobaeksu
- 2023 -  Vô địch
  - Vòng bảng: Hạng 1/4 (Bảng A)
    - 25/04/2023: Sport Center 1  3 - 2  Paykan Tehran
    - 27/04/2023: Sport Center 1  3 - 1  Hisamitsu Springs
    - 29/04/2023: Sport Center 1  3 - 1  King Whale Taipei

  - Bán kết (01/05/2023): Sport Center 1  3 - 1  Liaoning Donghua
  - Chung kết (02/05/2023): Sport Center 1  3 - 2  Diamond Food–Fine Chef

#### Đại hội Thể thao Đông Nam Á
| Thành tích Đại hội Thể thao Đông Nam Á | Thành tích Đại hội Thể thao Đông Nam Á | Thành tích Đại hội Thể thao Đông Nam Á |
| Năm                                    | Vị trí                                 | Chi tiết |
| -------------------------------------- | -------------------------------------- | --- |
| 1993                                   | Hạng ?                                 | ? |
| 1995                                   | Hạng ?                                 | ? |
| 1997                                   | HCĐ                                    | ? |
| 2001                                   | HCB                                    | Bảng B 09/09/2001: Việt Nam 3 - ? Myanmar 11/09/2001: Việt Nam 0 - 3 Thái Lan 13/09/2001: Việt Nam 3 - 0 Singapore Bán kết (15/09/2001): Việt Nam 3 - 2 Philippines Chung kết (16/09/2001): Việt Nam 0 - 3 Thái Lan                                                                            |
| 2003                                   | HCB                                    | Vòng bảng ?/12/2003: Việt Nam 3 - 0 Malaysia ?/12/2003: Việt Nam 3 - 0 Singapore ?/12/2003: Việt Nam 3 - 0 Indonesia ?/12/2003: Việt Nam 3 - 0 Philippines ?/12/2003: Việt Nam 1 - 3 Thái Lan Bán kết (11/12/2003): Việt Nam 3 - 2 Philippines Chung kết (12/12/2003): Việt Nam 0 - 3 Thái Lan |
| 2005                                   | HCB                                    | Vòng bảng 28/11/2005: Việt Nam 0 - 3 Thái Lan 30/11/2005: Việt Nam 3 - 1 Philippines 01/12/2005: Việt Nam 3 - 0 Singapore 02/12/2005: Việt Nam 3 - 0 Indonesia Chung kết (05/12/2005): Việt Nam 0 - 3 Thái Lan                                                                                 |
| 2007                                   | HCB                                    | ? |
| 2009                                   | HCB                                    | Vòng bảng 11/12/2009: Việt Nam 3 - 1 Indonesia 13/12/2009: Việt Nam 1 - 3 Thái Lan 14/12/2009: Việt Nam 3 - 0 Lào Chung kết (16/12/2009): Việt Nam 1 - 3 Thái Lan |
| 2011                                   | HCB                                    | Vòng bảng ?/?/2011: Việt Nam 0 - 3 Thái Lan ?/?/2011: Việt Nam 3 - 0 Myanmar ?/?/2011: Việt Nam 3 - 1 Indonesia Chung kết (20/11/2011): Việt Nam 1 - 3 Thái Lan |
| 2013                                   | HCB                                    | Vòng bảng 14/12/2013: Việt Nam 3 - 0 Myanmar 15/12/2013: Việt Nam 3 - 0 Indonesia 16/12/2013: Việt Nam 0 - 3 Thái Lan 17/12/2013: Việt Nam 3 - 0 Malaysia Chung kết (21/12/2013): Việt Nam 0 - 3 Thái Lan                                                                                      |
| 2015                                   | HCB                                    | Bảng B 10/06/2015: Việt Nam 3 - 0 Malaysia 11/06/2015: Việt Nam 3 - 2 Indonesia 13/06/2015: Việt Nam 3 - 0 Philippines Bán kết (14/06/2015): Việt Nam 3 - 0 Singapore Chung kết (15/06/2015): Việt Nam 0 - 3 Thái Lan                                                                          |
| 2017                                   | HCĐ                                    | Bảng B 23/08/2017: Việt Nam 3 - 0 Malaysia 25/08/2017: Việt Nam 3 - 0 Philippines Bán kết (26/08/2017): Việt Nam 2 - 3 Indonesia Tranh Huy chương Đồng (27/08/2017): Việt Nam 3 - 1 Philippines                                                                                                |
| 2019                                   | HCB                                    | Vòng bảng 03/12/2019: Việt Nam 3 - 2 Philippines 05/12/2019: Việt Nam 3 - 2 Indonesia 07/12/2019: Việt Nam 0 - 3 Thái Lan Chung kết (09/12/2019): Việt Nam 0 - 3 Thái Lan |
| 2021                                   | HCB                                    | Vòng bảng 13/05/2022: Việt Nam 3 - 1 Indonesia 16/05/2022: Việt Nam 3 - 0 Malaysia 17/05/2022: Việt Nam 1 - 3 Thái Lan 19/05/2022: Việt Nam 3 - 0 Philippines Chung kết (22/05/2022): Việt Nam 0 - 3 Thái Lan                                                                                  |
| 2023                                   | HCB                                    | Bảng B 09/05/2023: Việt Nam 3 - 0 Singapore 10/05/2023: Việt Nam 3 - 0 Philippines 11/05/2023: Việt Nam 3 - 0 Campuchia Bán kết (13/05/2023): Việt Nam 3 - 2 Indonesia Chung kết (14/05/2023): Việt Nam 1 - 3 Thái Lan                                                                         |

#### VTV Cup
| Thành tích giải bóng chuyền nữ quốc tế - VTV Cup | Thành tích giải bóng chuyền nữ quốc tế - VTV Cup |
| Năm                                              | Vị trí                                           |
| ------------------------------------------------ | ------------------------------------------------ |
| 2004                                             | Hạng tư                                          |
| 2005                                             | Á quân                                           |
| 2006                                             | Á quân                                           |
| 2007                                             | Vô địch                                          |
| 2008                                             | Hạng ba                                          |
| 2009                                             | Vô địch                                          |
| 2010                                             | Vô địch                                          |
| 2011                                             | Hạng ba                                          |
| 2012                                             | Hạng tư                                          |
| 2013                                             | Á quân                                           |
| 2014                                             | Vô địch                                          |
| 2015                                             | Hạng tư                                          |
| 2016                                             | Á quân                                           |
| 2017                                             | Hạng 3                                           |
| 2018                                             | Vô địch                                          |
| 2019                                             | Á quân                                           |
| 2023                                             | Việt Nam 1: Vô địch Việt Nam 2: Á quân           |
| 2024                                             | Á quân                                           |
| 2025                                             | Á quân                                           |
| Tổng cộng                                        | 6 vô địch; 8 á quân; 3 hạng ba và 3 hạng tư      |

#### SEA V.League
- / 2019 - Hạng 4 
  - 20/09/2019: Việt Nam  0 - 3  Thái Lan
  - 21/09/2019: Việt Nam  0 - 3  Indonesia
  - 22/09/2019: Việt Nam  2 - 3  Philippines
  - 04/10/2019: Việt Nam  0 - 3  Philippines
  - 05/10/2019: Việt Nam  1 - 3  Indonesia
  - 06/10/2019: Việt Nam  0 - 3  Thái Lan
- 2022 -  Huy chương Bạc
  - 09/09/2022: Việt Nam  3 - 0  Indonesia
  - 10/09/2022: Việt Nam  3 - 0  Philippines
  - 11/09/2022: Việt Nam  0 - 3  Thái Lan
- / 2023 -   Huy chương Bạc
  - 04/08/2023: Việt Nam  3 - 1  Philippines
  - 05/08/2023: Việt Nam  3 - 1  Indonesia
  - 06/08/2023: Việt Nam  1 - 3  Thái Lan
  - 11/08/2023: Việt Nam  3 - 0  Indonesia
  - 12/08/2023: Việt Nam  3 - 1  Philippines
  - 13/08/2023: Việt Nam  0 - 3  Thái Lan
- / 2024 -   Huy chương Bạc
  - 02/08/2024: Việt Nam  3 - 1  Philippines
  - 03/08/2024: Việt Nam  3 - 0  Indonesia
  - 04/08/2024: Việt Nam  2 - 3  Thái Lan
  - 09/08/2024: Việt Nam  3 - 1  Indonesia
  - 10/08/2024: Việt Nam  3 - 0  Philippines
  - 11/08/2024: Việt Nam  1 - 3  Thái Lan

- 2025 -   Huy chương Bạc
  - 01/08/2025: Việt Nam  3 - 0  Indonesia
  - 02/08/2025: Việt Nam  3 - 1  Philippines
  - 03/08/2025: Việt Nam  2 - 3  Thái Lan
- 2025 -  Vô địch
  - 08/08/2025: Việt Nam  3 - 0  Philippines
  - 09/08/2025: Việt Nam  3 - 0  Indonesia
  - 10/08/2025: Việt Nam  3 - 2  Thái Lan

## Thống kê thành tích đối đầu
| Đội tuyển         | Liên đoàn | Số trận | Thắng | Thắng 3-0 | Thắng 3-1 | Thắng 3-2 | Thua | Thua 2-3 | Thua 1-3 | Thua 0-3 | Gần nhất               |
| ----------------- | --------- | ------- | ----- | --------- | --------- | --------- | ---- | -------- | -------- | -------- | ---------------------- |
| Úc                | AVC       | 10      | 9     | 6         | 3         | -         | 1    | 0        | 1        | -        | Thắng 3-0 (12/06/2025) |
| Bỉ                | CEV       | 1       | 1     | -         | 1         | -         | 0    | -        | -        | -        | Thắng 3-1 (07/07/2024) |
| Campuchia         | AVC       | 1       | 1     | 1         | -         | -         | 0    | -        | -        | -        | Thắng 3-0 (11/05/2023) |
| Trung Quốc        | AVC       | 17      | 0     | -         | -         | -         | 17   | 1        | -        | 16       | Thua 0-3 (05/09/2023)  |
| Đài Bắc Trung Hoa | AVC       | 22      | 11    | 5         | 1         | 5         | 11   | 1        | 5        | 5        | Thắng 3-0 (08/06/2025) |
| Séc               | CEV       | 1       | 0     | -         | -         | -         | 1    | -        | -        | 1        | Thua 0-3 (06/07/2024)  |
| Pháp              | CEV       | 1       | 0     | -         | -         | -         | 1    | -        | -        | 1        | Thua 0-3 (27/07/2023)  |
| Hồng Kông         | AVC       | 3       | 3     | 3         | -         | -         | 0    | -        | -        | -        | Thắng 3-0 (07/06/2025) |
| Ấn Độ             | AVC       | 5       | 5     | 5         | -         | -         | 0    | -        | -        | -        | Thắng 3-0 (11/06/2025) |
| Indonesia         | AVC       | 24      | 21    | 8         | 9         | 4         | 3    | 1        | 1        | 1        | Thắng 3-0 (09/08/2025) |
| Iran              | AVC       | 14      | 12    | 5         | 5         | 2         | 2    | -        | 1        | 1        | Thắng 3-0 (21/06/2023) |
| Nhật Bản          | AVC       | 18      | 3     | -         | 1         | 2         | 15   | 1        | 4        | 10       | Thua 2-3 (06/09/2023)  |
| Kazakhstan        | AVC       | 16      | 7     | 2         | 2         | 3         | 9    | 1        | 3        | 5        | Thắng 3-1 (13/06/2025) |
| Lào               | AVC       | 1       | 1     | 1         | -         | -         | 0    | -        | -        | -        | Thắng 3-0 (14/12/2009) |
| Malaysia          | AVC       | 6       | 6     | 6         | -         | -         | 0    | -        | -        | -        | Thắng 3-0 (16/05/2022) |
| Mông Cổ           | AVC       | 3       | 3     | 3         | -         | -         | 0    | -        | -        | -        | Thắng 3-0 (18/06/2023) |
| Myanmar           | AVC       | 4       | 4     | 4         | -         | -         | 0    | -        | -        | -        | Thắng 3-0 (14/12/2013) |
| Nepal             | AVC       | 1       | 1     | 1         | -         | -         | 0    | -        | -        | -        | Thắng 3-0 (30/09/2023) |
| New Zealand       | AVC       | 3       | 3     | 3         | -         | -         | 0    | -        | -        | -        | Thắng 3-0 (10/08/2017) |
| CHDCND Triều Tiên | AVC       | 5       | 1     | 0         | 1         | -         | 4    | -        | -        | 4        | Thắng 3-1 (04/10/2023) |
| Philippines       | AVC       | 24      | 21    | 12        | 6         | 3         | 3    | 1        | 1        | 1        | Thắng 3-0 (08/08/2025) |
| Singapore         | AVC       | 6       | 6     | -         | -         | -         | 0    | -        | -        | -        | Thắng 3-0 (23/05/2024) |
| Sri Lanka         | AVC       | 3       | 3     | 3         | -         | -         | 0    | -        | -        | -        | Thắng 3-0 (09/08/2017) |
| Hàn Quốc          | AVC       | 19      | 6     | 2         | -         | 4         | 13   | 1        | 2        | 10       | Thắng 3-2 (01/10/2023) |
| Thái Lan          | AVC       | 45      | 1     | -         | -         | 1         | 44   | 2        | 10       | 32       | Thắng 3-2 (10/08/2025) |
| Uzbekistan        | AVC       | 2       | 2     | 2         | -         | -         | 0    | -        | -        | -        | Thắng 3-0 (31/08/2023) |